# Ебсторфська карта

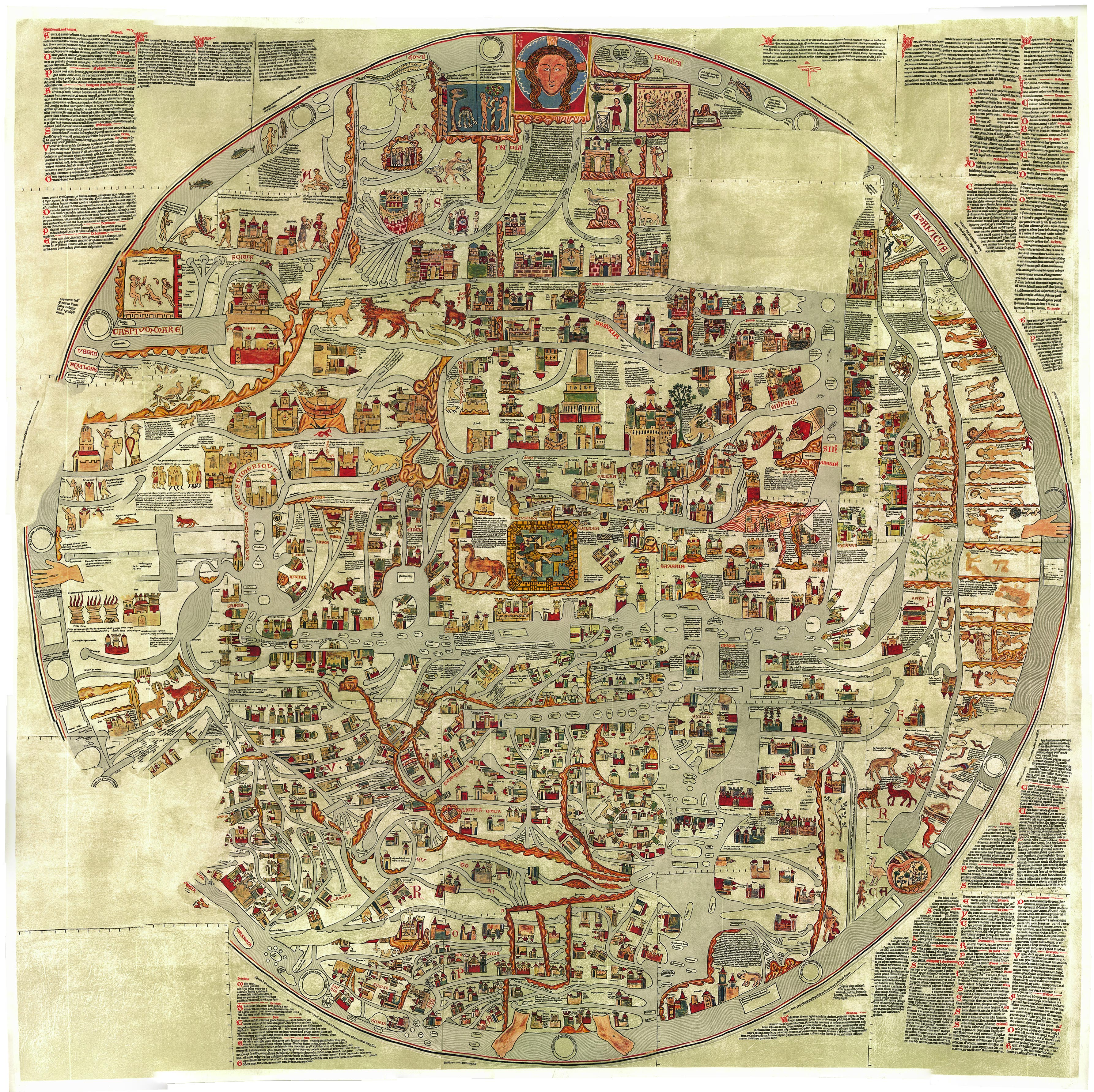
Фоторепродукція Ебсторфської карти

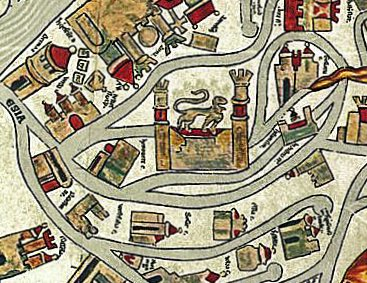
Фрагмент карти

Ебсторфська карта — середньовічна карта світу (XIII ст.).

## Опис
Розмір карти — 3580×3560 мм, Вона містила понад 1600 підписів, що позначають не тільки географічні об'єкти, а й особливості природи, а також події Священної Історії і античної міфології. До 1943 року була найбільшою з середньовічних Mappa Mundi.
На карті показано державу Русь (Rucia regio), позначено Київ (Kiwen), Карпати. У легенді карти вказано античні народи (скіфи, алани, даки, сармати, гети, калліпіди).
В центрі карти зображено Єрусалим. На ній нанесено 1500 текстових пояснень, 500 будівель, 160 рік, 60 островів, 45 постатей людей, 60 тварин.

## Історія карти
Створення карти звичайно пов'язується з ім'ям Гервасія Тільберійського, глави Ебсторфського монастиря, в якому вона була знайдена в XIX ст..
Карта загинула під час бомбардування Ганновера в 1943 році. Збереглися її чорно-білі знімки і кілька кольорових копій, виконаних до знищення. На їхній основі у 1950-х роках було виконано декілька факсимільних копій карти. Реконструкції карти за допомогою цифрових технологій виконали науковці університетів Німеччини після 2006 року.